# ローデウェイク・トゥプト
イタリアではイル・ポッツォセラート（Il Pozzoserrato）とも呼ばれたローデウェイク・トゥプト（Lodewijk Toeput、Ludovic Toeputや Ludovico Pozzoserratoとも呼ばれた、1550年ころ生まれ、1604年か1605年に没）はフランドル生まれで、イタリアのヴェネツィアやその近くのトレヴィーゾで活動した。風景画や寓意画、宗教画を描いた。

## 略歴
ローデウェイク・トゥプトの修行時代のことはほとんど記録になく、ネーデルランドの画家の伝記を出版したカレル・ファン・マンデル(1548-1606)はトゥプトにヴェネツィアで会ったことがあると主張し、トゥプトの出身地をメヘレンとしているが、何人かの現代の研究者はアントウェルペンの生まれであると考えている。アントウェルペンでマールテン・デ・フォス(1532–1603)の弟子であったのではないかと考えられている。デ・フォスは1558年までヴェネツィアで修行した画家である。
フランドルを出てイタリアに移った時期も知られていないが、研究者は1573年か1574年にヴェネツィアに移ってきたと推定している 。17世紀に出版されたカルロ・リドルフィによる伝記によれば、ティントレット(1518-1594)の工房で働き始めたとされる。1570年代終わりにフィレンツェで働いていた記録があり、ローマで働いた後、ヴェネツィアやトレヴィーゾで働いた。1601年にトレヴィーゾで結婚した。イタリアでの呼び名のポッツォセラートはフランドルの姓のフラマン語の「Toe + put」の意味をイタリア語の「Pozzo + serrato」に直訳したことに由来する。
1604年か1605年にトレヴィーゾで没した。
聖書での物語を題材にした絵や、幻想的な風景画や、庭園での宴会を描いた作品を残した。トゥプトの風景画のスタイルはイタリアに修行にきたフランドルの画家トビアス・フェルハーフト、フレデリク・ファン・ファルケンボルフ、ヒリス・ファン・ファルケンボルフらに影響を与えたとされる。

## 作品

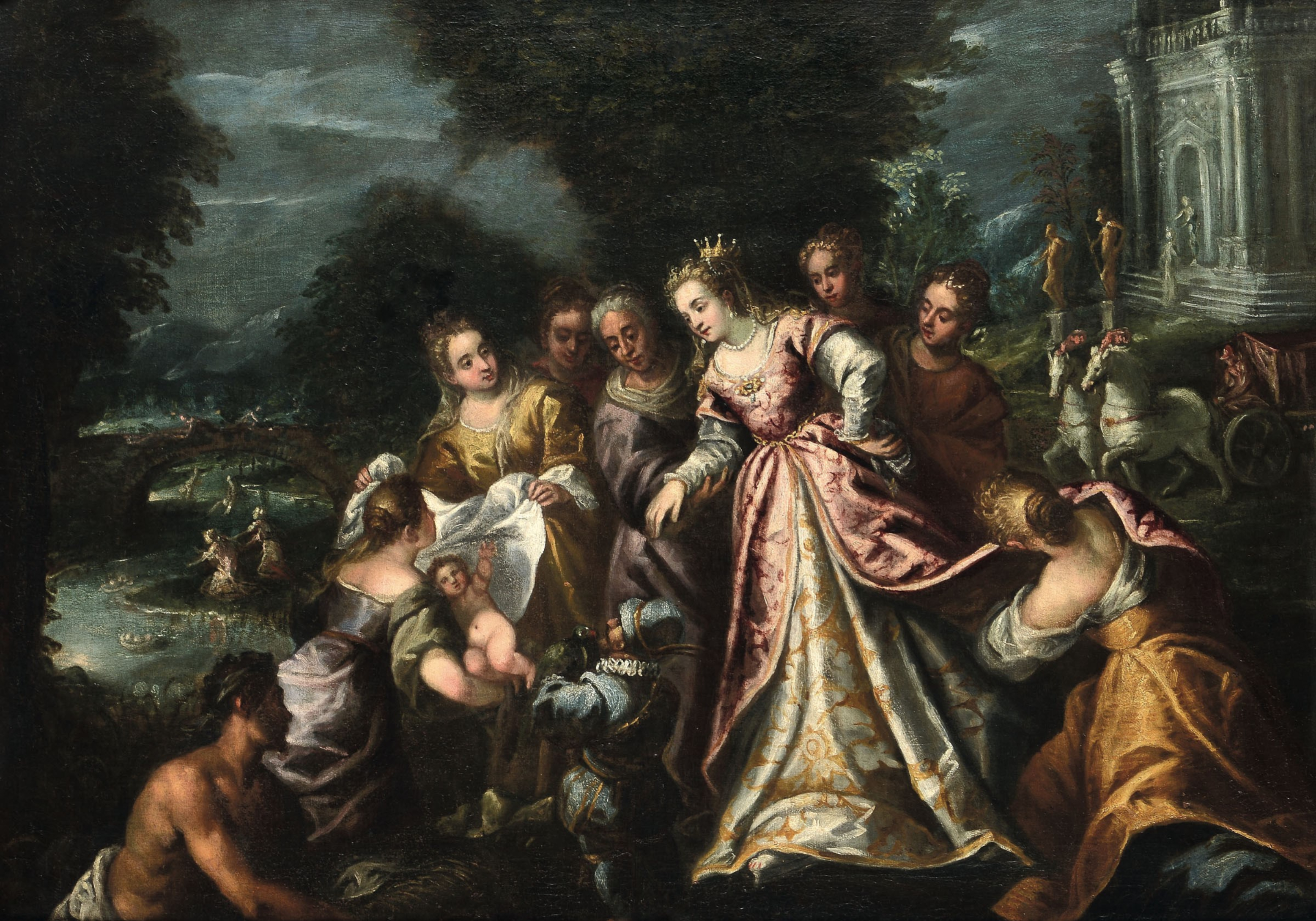
ファラオの王女に見つけられた幼児のモーゼ
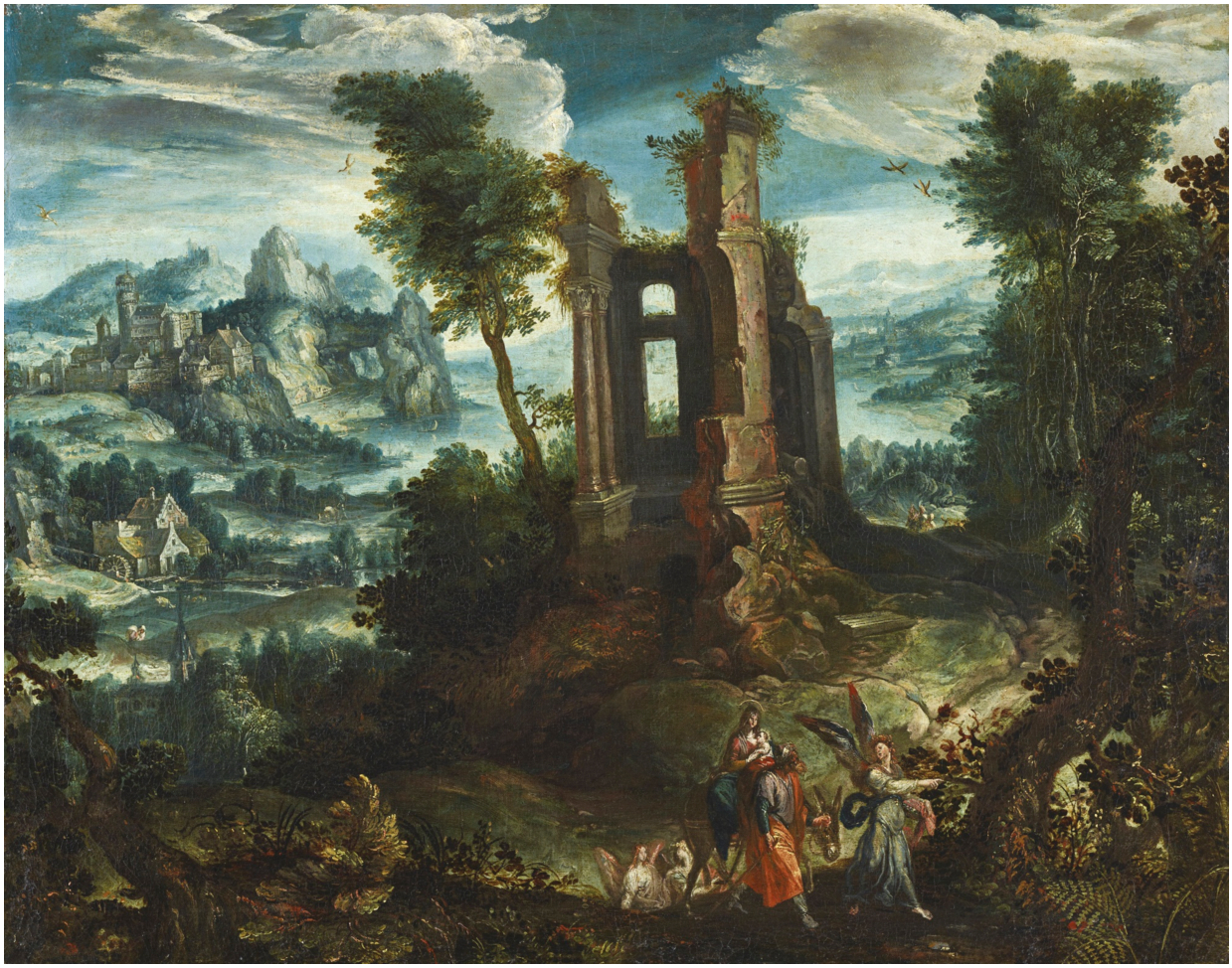
エジプトへの逃避
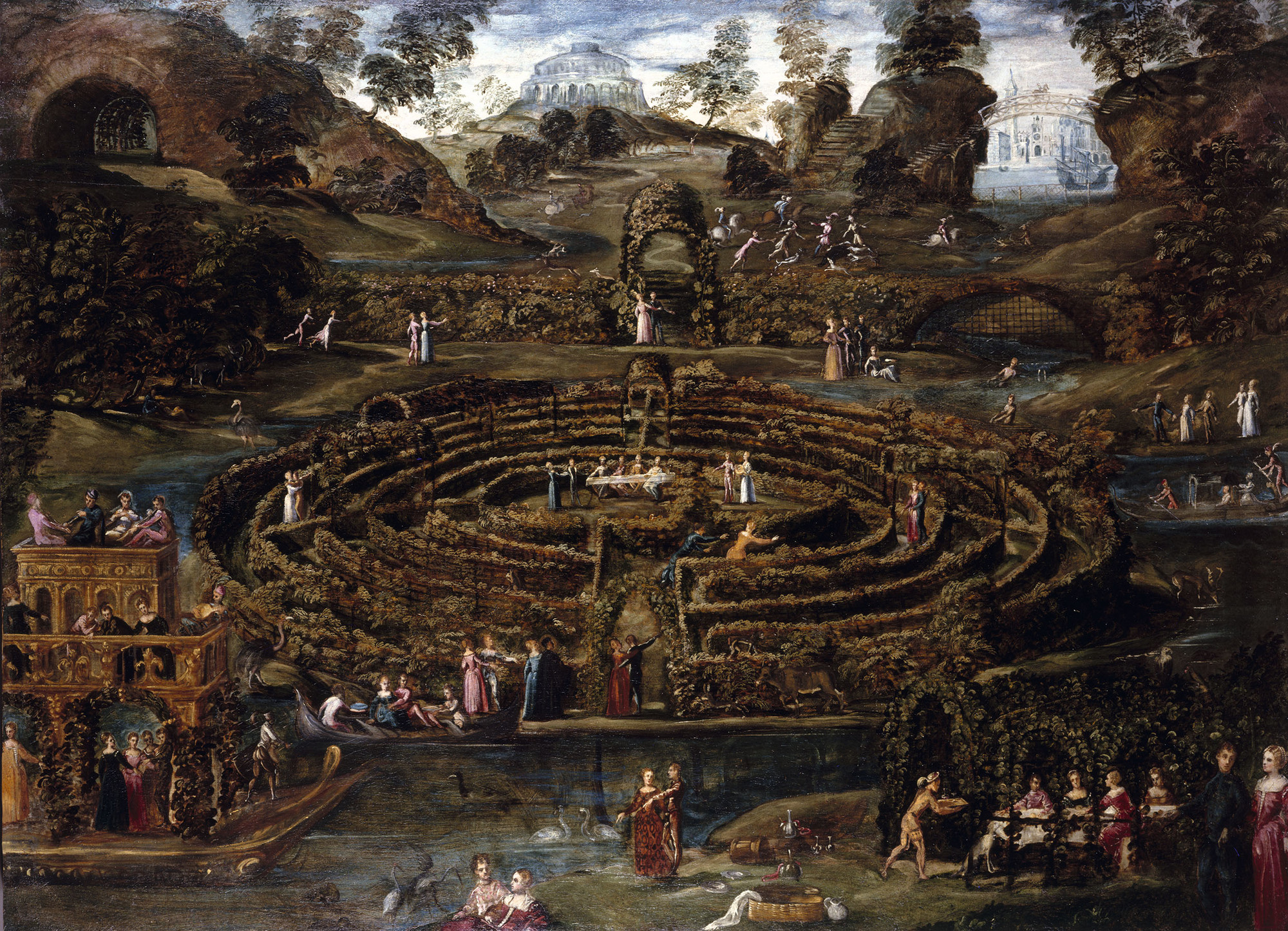
迷路のある庭園
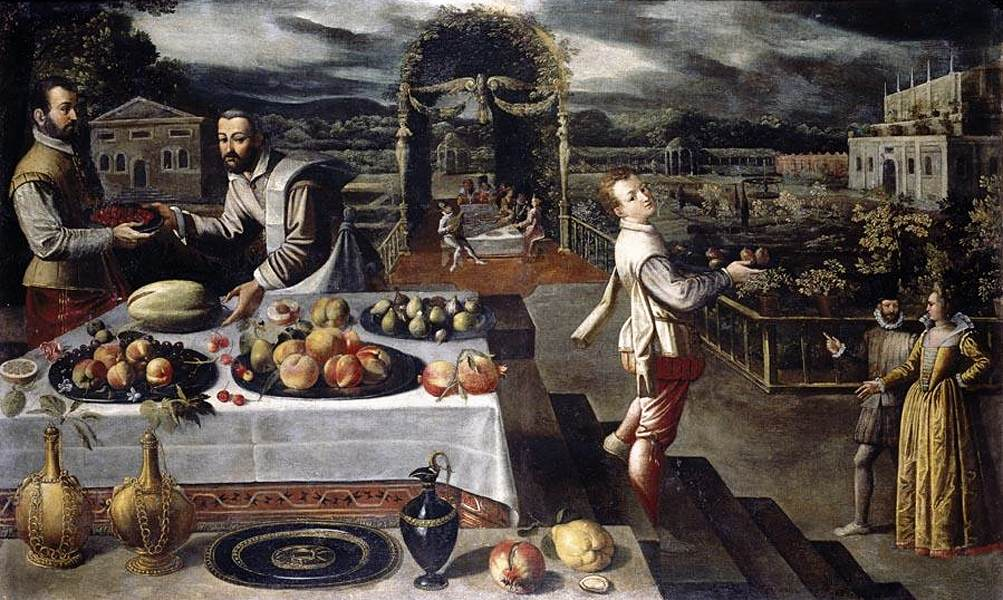
庭園での宴会
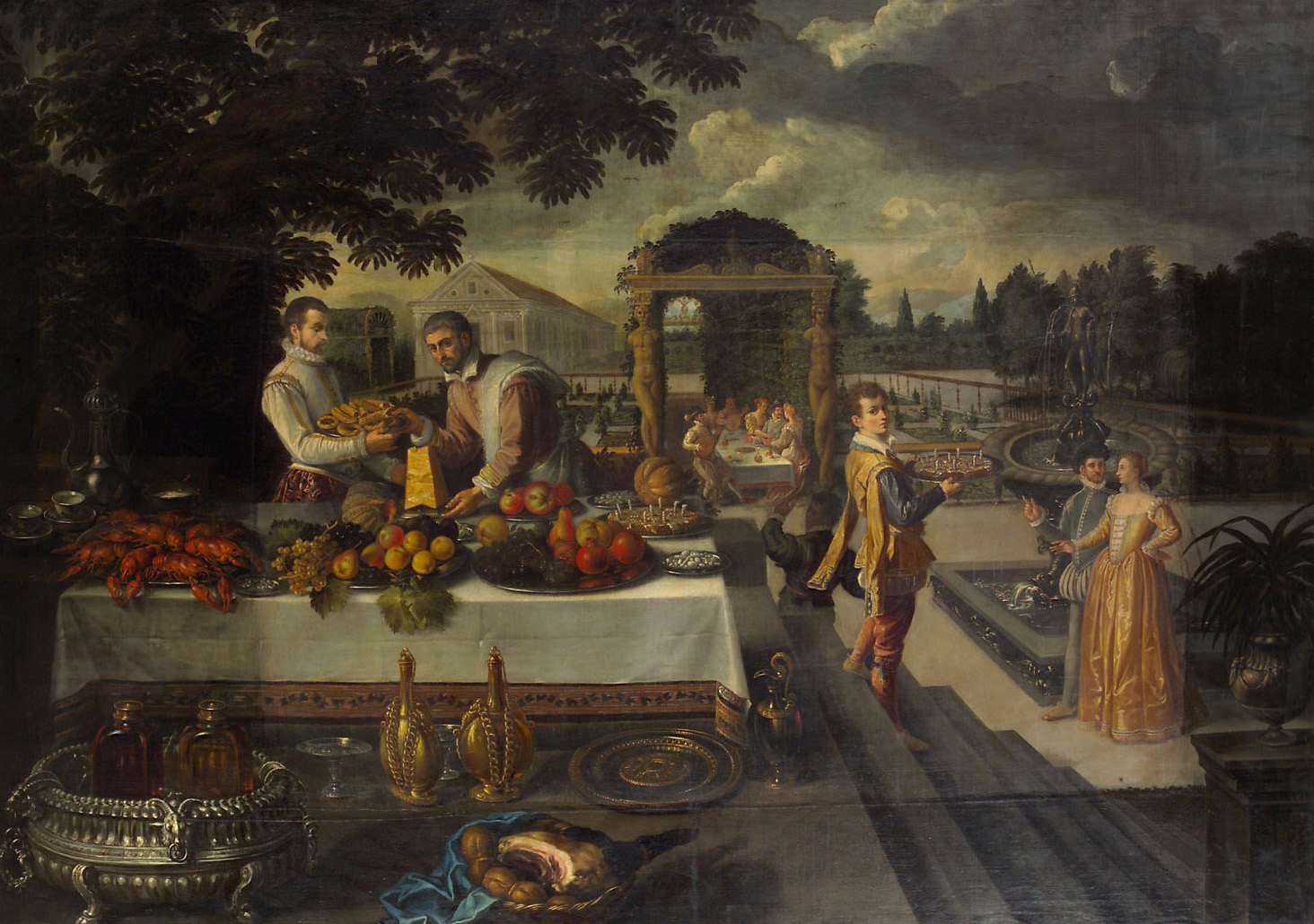
公園での宴会
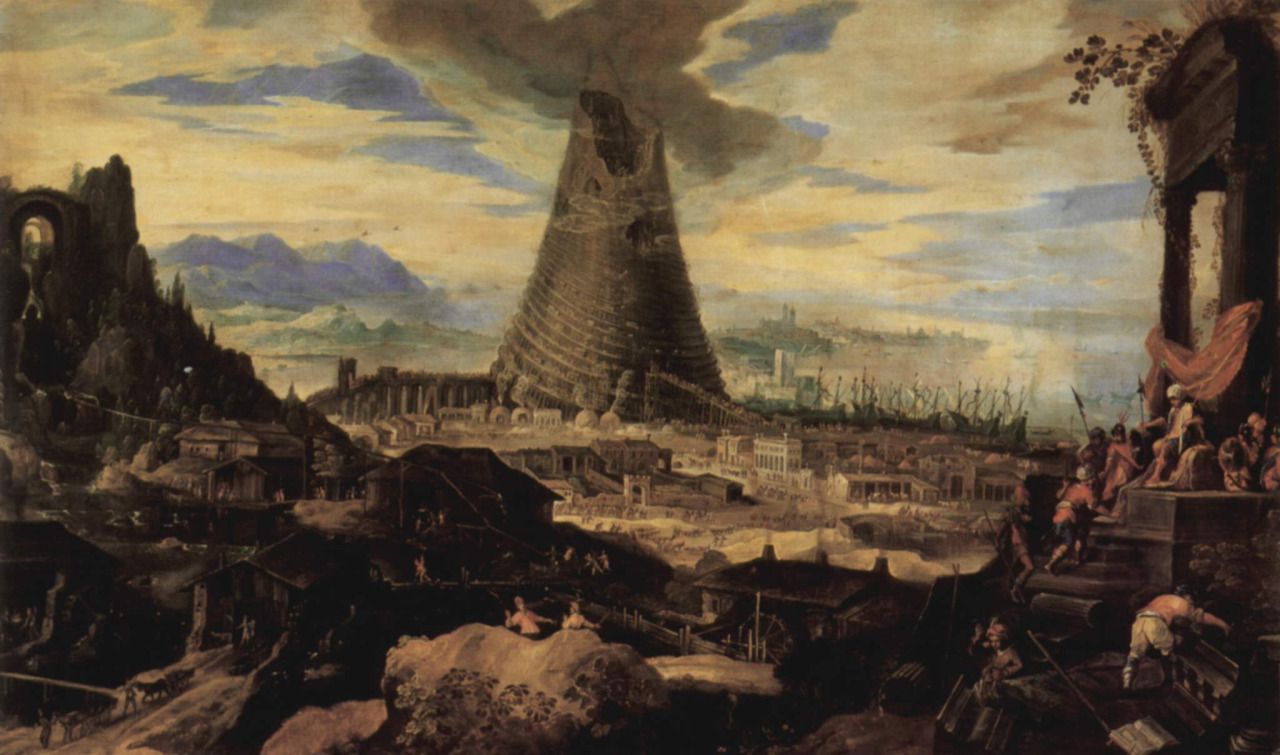
バベルの塔の建設